# Orthetrum microstigma
Orthetrum microstigma é uma espécie de libelinha da família Libellulidae. 
Pode ser encontrada nos seguintes países: Angola, Camarões, República Centro-Africana, República do Congo, República Democrática do Congo, Costa do Marfim, Guiné Equatorial, Gabão, Gana, Guiné, Guiné-Bissau, Quénia, Libéria, Mali, Nigéria, Serra Leoa, Sudão, Tanzânia, Uganda e Zâmbia.
Os seus habitats naturais são: pântanos subtropicais ou tropicais. 